# Cannabinoïdereceptor

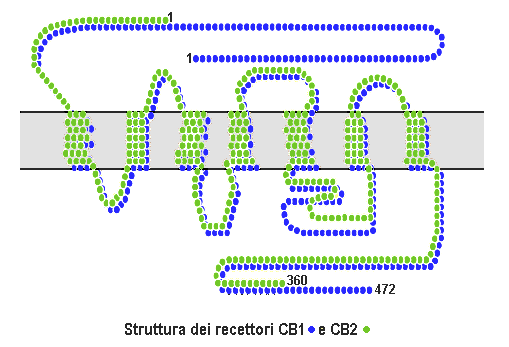
Structuur van CB_{1} (blauw) en CB_{2} (groen) cannabinoïdereceptoren.

Cannabinoïdereceptoren zijn onderdeel van het de G-proteïnegekoppelde receptoren en zijn betrokken bij verschillende fysiologische processen waaronder eetlust, de pijnzin, stemmingswisselingen en geheugenverlies.
De lichaamseigen stof anandamide bindt zich aan de cannabinoïdereceptoren. Cannabinoïdereceptoren zijn door de binding met plantaardige cannabinoïden zoals tetrahydrocannabinol ook verantwoordelijk voor de impact van de psychoactieve effecten van cannabis.
De receptoren werden ontdekt door het onderzoek naar de farmacologie van cannabis in het lichaam. Pas na het ontdekken van deze receptoren kwam men door verder onderzoek achter het bestaan en de werking van de neurotransmittor anandamide.
Men onderscheidt twee types cannabinoïdereceptoren; CB1 en CB2.